# Volgarizzamento
Con il termine volgarizzamento (meno propriamente, con il termine volgarizzazione) si intende una qualsiasi traduzione e/o adattamento di un'opera letteraria in lingua volgare.

## Storia
Nella letteratura italiana medievale vi furono numerosi volgarizzamenti, non solo dei classici in latino ma anche dei romanzi cavallereschi in francese. In seguito furono oggetto di traduzioni anche i testi sacri e devozionali; il primo volgarizzamento a stampa fu appunto la traduzione della Bibbia di Nicolò Malermi, pubblicata a Venezia da Vindelino da Spira nel 1471.
Nonostante molti di questi testi abbiano scarso valore letterario, il loro peso culturale è fortissimo per il vasto successo che ebbero presso un pubblico composito, di varia estrazione sociale e culturale.
Tra i volgarizzamenti medievali sono degni di nota almeno quelli operati da Brunetto Latini (Cicerone), Bono Giamboni (Orosio, Vegezio, Innocenzo III), Bartolomeo da San Concordio (Sallustio), Andrea Lancia (Ovidio, Virgilio), Alberto della Piagentina (Boezio), Arrigo Simintendi (Ovidio) e Ciampolo di Meo degli Ugurgieri (Eneide), Filippo Ceffi (Heroides).
Probabilmente, anche il giovane Boccaccio fu autore di un volgarizzamento di Tito Livio, esperienza che contribuì non poco a formare la lingua e lo stile delle sue opere più mature. Né si devono trascurare i molti volgarizzamenti anonimi (Disciplina clericalis di Pietro Alfonsi, Formula vitae honestae di Martino di Bracara, Historia septem sapientium, Fait des Romaines, Epitoma rei militaris, Pharsalia, De consolatione philosophiae, Legenda Aurea).
Particolare importanza va data ad Andrea da Grosseto, che tradusse i Trattati morali di Albertano da Brescia nel 1268, con l'intenzione di creare un volgare nazionale, da lui definito italico, comprensibile in tutta la penisola.